# Крил Спрингс (Илиноис)
Крил Спрингс (енгл. Creal Springs) град је у америчкој савезној држави Илиноис. По попису становништва из 2010. у њему је живело 543 становника.

## Демографија
Према попису становништва из 2010. у граду је живело 543 становника, што је 159 (22,6%) становника мање него 2000. године.
| Група             | 2000.       | 2010.       |
| Белци             | 675 (96,2%) | 512 (94,3%) |
| Афроамериканци    | 1 (0,1%)    | 3 (0,6%)    |
| Азијати           | 2 (0,3%)    | 1 (0,2%)    |
| Хиспаноамериканци | 12 (1,7%)   | 9 (1,7%)    |
| Укупно            | 702         | 543         |